# Onoverwinnelijk
Onoverwinnelijk is een ep van de Rotterdamse rapper Winne. Het bevatte, zoals Winne zelf zei "geen tracks die het album niet hebben gehaald, dit zijn de oefenrondjes voor de marathon". Hierbij doelde hij op het aankomende album Winne Zonder Strijd, dat uiteindelijk uitgegeven werd op 13 maart 2009. Voordat deze uitgegeven werd, bracht de rapper eerst nog een mixtape uit genaamd Haat is de nieuwe liefde!
Veel bekende songs van Winne staan op Onoverwinnelijk: Top 3 MC, Pomp Die Shit!, Proost en het recentere Begrijp Me Niet Verkeerd met Mr. Probz.

## Nummers
| Nr. | Titel                      | Gasten    | Duur |
| --- | -------------------------- | --------- | ---- |
| 01  | "Top 3 MC"                 |           | 3:40 |
| 02  | "Pomp Die Shit!"           |           | 3:47 |
| 03  | "Geef 8"                   |           | 3:51 |
| 04  | "Wilde Westen"             |           | 3:49 |
| 05  | "40 Bars"                  |           | 2:40 |
| 06  | "Proost"                   |           | 3:46 |
| 07  | "Net Als Ik?"              |           | 2:32 |
| 08  | "Beton"                    |           | 3:30 |
| 09  | "Grondlegger"              | Alee Rock | 3:15 |
| 10  | "Je Liegt"                 | Feis      | 3:24 |
| 11  | "Begrijp Me Niet Verkeerd" | Mr. Probz | 3:53 |